# 韦尔申
韦尔申（1956年10月—），男，黑龙江哈尔滨人，中国油画家，曾任中国美术家协会副主席、顾问，鲁迅美术学院教授，中国国家画院油画院副院长、研究员，中国油画学会副主席。